# Robert Moses
Robert Moses (New Haven, 18 december 1888 – West Islip, 29 juli 1981) was een Amerikaanse stadsplanoloog. Van de jaren 30 tot 1968 had hij grote invloed op de stedelijke ontwikkeling van New York en de omliggende regio. Moses geldt als een van de invloedrijkste planologen in de geschiedenis en wordt vaak vergeleken met de Parijse stedenbouwkundige Georges-Eugène Haussmann.

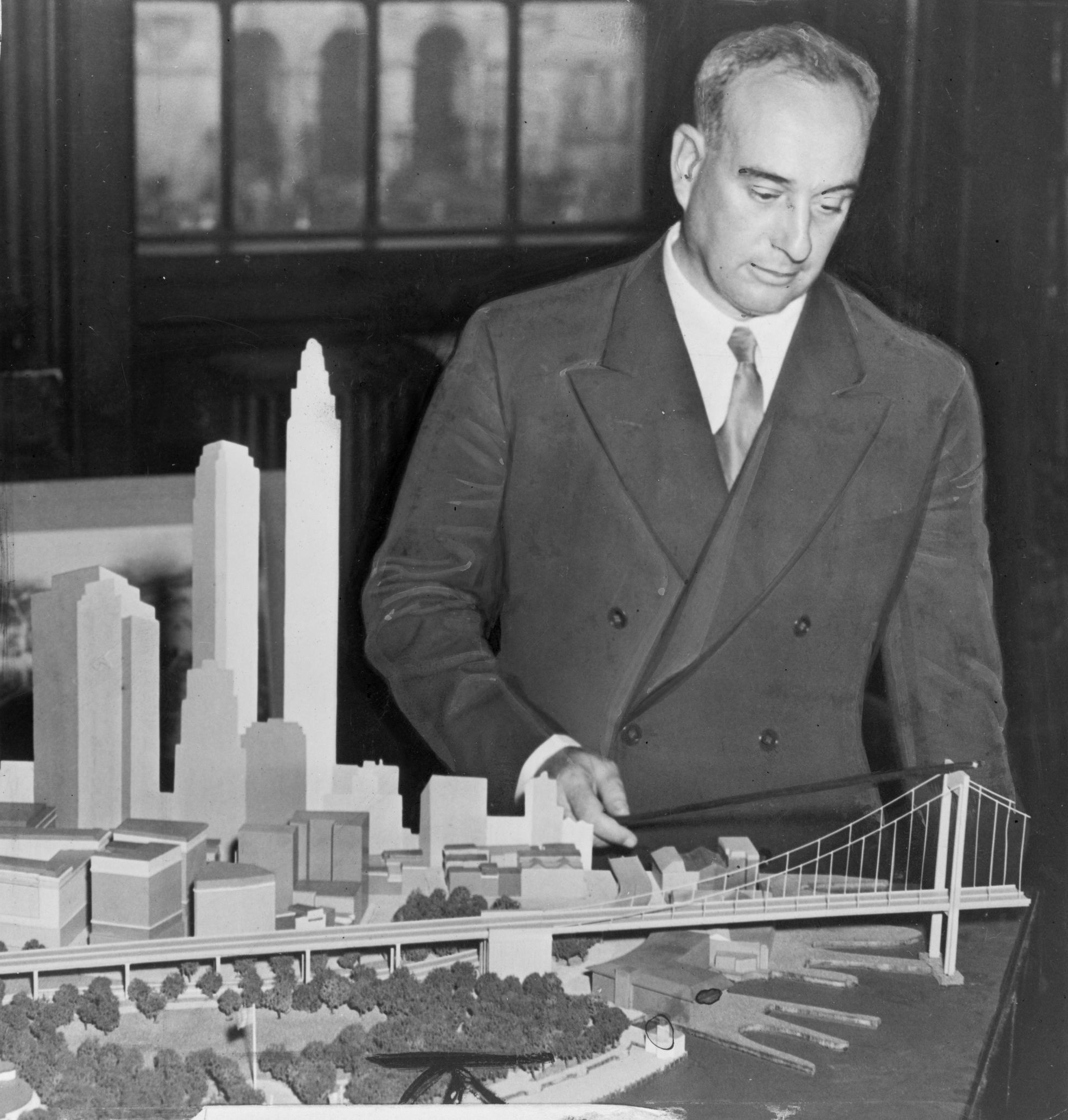
Robert Moses bij een maquette van de geplande Battery Bridge (1939)

## Levensloop
Moses groeide op in een familie van Duits-Joodse immigranten. Hij studeerde politicologie aan de Yale-universiteit, aan de Universiteit van Oxford (Wadham College) en aan de Columbia-universiteit. In de jaren 20, toen Al Smith gouverneur van New York was, werd Moses werkzaam voor de staat New York. Moses bewerkstelligde een reorganisatie en modernisering van deze overheidsinstelling. Als leider van de Long Island State Park Commission, een door hem geïnitieerde organisatie die deel uitmaakte van de staat New York, verwierf hij voor het eerst bekendheid met de aanleg van het Jones Beach State Park in Long Island. Voorts entameerde hij met de Northern State Parkway en de Southern State Parkway de aanleg van het systeem van parkways rondom de stad New York, waarmee de basis gevormd werd voor alle latere plannen voor parkways. Van 1927 tot 1929 was Moses werkzaam als Secretary of State van New York. In 1934 was hij voor de Republikeinse Partij kandidaat voor het ambt van gouverneur van New York, maar hij verloor van de kandidaat van de Democratische Partij, Herbert H. Lehman.

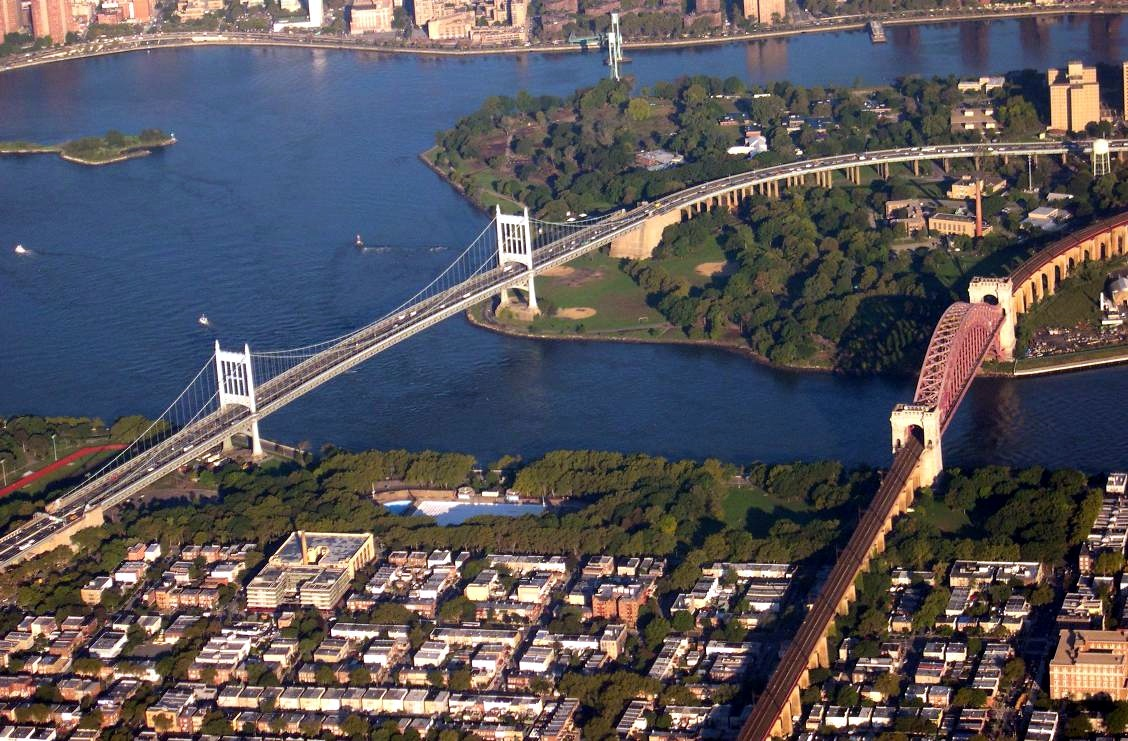
De Robert F. Kennedy Bridge, voorheen de Triborough Bridges

Toen in de jaren 30 Fiorello La Guardia burgemeester van New York was, voerde Moses de leiding over de nieuw opgerichte City Parks Department en de Triborough Bridge and Tunnel Authority, die de reeds in 1929 aangevangen bouw van de Triborough Bridge voortzette. De Triborough Bridge and Tunnel Authority ontwikkelde zich onder Moses tot een zelfstandige overheidsorganisatie, die eigen obligaties uitgaf en via tolheffing zichzelf financierde. Dit stelde Moses in staat zijn activiteiten aanzienlijk uit te breiden. Hij hield zich tevens bezig met het plannen van bouwprojecten die in het kader van de New Deals gefinancierd werden, zoals parken en zwembaden in New York. Hij stond tegelijkertijd aan het hoofd van twaalf organisaties, zoals het Department of Parks for New York City, het New York State Parks Council en de New York Power Authority, die de later naar hem vernoemde Robert Moses waterkrachtcentrale in de Niagara bouwde. Op sommige momenten had hij 80.000 arbeiders onder zijn leiding.
Moses was verantwoordelijk voor de stedenbouwkundige plannen voor de Wereldtentoonstellingen, van 1939 en 1964 in New York. Hij had aanzienlijke invloed op het besluit van de Verenigde Naties om zich in New York te vestigen. Daarnaast was Moses tussen 1946 en 1959 verantwoordelijk voor de sociale woningbouw in de stad. In deze periode werden ongeveer 28.000 wooneenheden opgeleverd, waarvan het grootste deel als vervanging van gesaneerde oude woningen. Hij leidde eveneens de planning voor de bouw van de Henry Hudson Bridge, de Bronx-Whitestone Bridge en de Throgs Neck Bridge, de Verrazano-Narrows Bridge, het Shea Stadium en het Lincoln Center. Andere projecten waren stadssnelwegen zoals de Brooklyn-Queens Expressway, met daarboven de Brooklyn Heights Promenade, de Staten Island Expressway, de Cross-Bronx Expressway, de Belt Parkway en de Laurelton Parkway. Het aanslepende Riverside South-project en bij uitbreiding de West Side Highway, eveneens van zijn hand, werd in de jaren 80 afgewezen door burgemeester Ed Koch en vervolgens aangepast, maar pas in de jaren 90 uitgevoerd. 
Moses was in de jaren 40 tot en met de jaren 60 betrokken bij plannen voor talrijke stadssnelwegen die uiteindelijk niet zijn gerealiseerd, waaronder de Lower Manhattan Expressway en de Mid-Manhattan Expressway in New York en de Vieux Carré Riverfront Expressway in New Orleans. Als gevolg van deze projecten en vanwege de schade aan historische stadsdelen, werd in deze steden het concept van de autogeoriënteerde stad voor het eerst breed bekritiseerd. Grote delen van Lower Manhattan, zoals Greenwich Village, werden tot dan toe niet als behoudenswaardig beschouwd vanwege de verouderde bebouwing en chaotische sociale structuur. Moses zag het verdwijnen van historische stadswijken en de sociale cohesie in buurten hoogstens als nevenschade.
In de jaren 60 begon de invloed van Moses te verminderen. In 1968 werd de Triborough Bridge Authority samengevoegd met de nieuwe Metropolitan Transportation Authority, waarna de bijna 80-jarige Moses genoodzaakt was zijn adviseursfunctie te beëindigen.

## Debat en kritiek
In aanloop van de wereldtentoonstelling van 1964 had Walt Disney kritiek op de geplande locatie van het bijbehorende amusementsgebied. Moses plande het aan de overkant van de Long Island Expressway. Disney voorzag dat mensen daar niet heen zouden gaan en hij kreeg gelijk, want het amusementsgebied werd een mislukking, waarbij veel paviljoens vroegtijdig sloten met grote financiële verliezen.
In 1974 publiceerde Robert A. Caro, een Amerikaanse auteur en journalist, de omvangrijke biografie The Power Broker. Caro geeft hierin een overwegend kritische uiteenzetting van de blijvende gevolgen van Moses´ plannen voor New York en andere Amerikaanse grote steden.
Ook de journaliste en activiste Jane Jacobs stond kritisch tegenover Moses' planologische projecten, omdat de menselijke maat zou ontbreken.

## Bronverwijzing
- Bibsys: 7027977
- Bibliothèque nationale de France: cb16771628x (data)
- CiNii: DA05391969
- Gemeinsame Normdatei: 133050971
- International Standard Name Identifier: 0000 0000 8232 5407
- Library of Congress Control Number: n50007963
- National Archives and Records Administration: 10574372
- Bibliotheek van het Japanse parlement: 01228466
- Nationale Bibliotheek van Tsjechië: jx20130524002
- Nationale bibliotheek van Australië: 35801365
- Nationale Bibliotheek van Israël: 987007462914805171
- Nederlandse Thesaurus van Auteursnamen: 070822948
- RKD-Nederlands Instituut voor Kunstgeschiedenis: 357658
- SNAC: w6gh9sdn
- Système universitaire de documentation: 061138444
- Trove: 1093609
- Union List of Artist Names: 500012860
- Virtual International Authority File: 52866196
- WorldCat: E39PBJpDVdDTHRKwyW6Rw6Trbd